# البرت سران
البرت سران (انگلیسی: Albert Serrán؛ زادهٔ ۱۷ ژوئیهٔ ۱۹۸۴) بازیکن فوتبال اهل اسپانیا است.
از باشگاه‌هایی که در آن بازی کرده‌است می‌توان به باشگاه فوتبال اسپانیول، باشگاه فوتبال بنگالورو، باشگاه فوتبال سوانزی سیتی، باشگاه فوتبال آلکورکون، و باشگاه فوتبال آنورتوسیس فاماگوستا اشاره کرد.